# NGC 3355
NGC 3355 est une galaxie spirale intermédiaire de type magellanique et située dans la constellation de l'Hydre. NGC 3355 a été découverte par l'astronome américain Samuel Pierpont Langley en 1866.

## Caractéristiques
La classe de luminosité de NGC 3355 est V et elle présente une large raie HI.

### Distance
Sa vitesse par rapport au fond diffus cosmologique est de 1 548 ± 25 km/s, ce qui correspond à une distance de Hubble de 22,83 ± 1,64 Mpc (∼74,5 millions d'al).
À ce jour, neuf mesures non basées sur le décalage vers le rouge (redshift) donnent une distance de 17,778 ± 7,454 Mpc (∼58 millions d'al), ce qui est à l'intérieur des valeurs de la distance de Hubble. Puisque cette galaxie est relativement rapprochée du Groupe local, il est probable que cette valeur soit plus près de la distance réelle de NGC 3355. Notons que c'est avec la valeur moyenne des mesures indépendantes, lorsqu'elles existent, que la base de données NASA/IPAC calcule le diamètre d'une galaxie.

## Identification de NGC 3355
Selon le professeur Seligman, NGC 3355 est un objet perdu ou non existant. C'est aussi l'avis de Steve Gottlieb et de Wolfgang Steinicke dans sa version mise à jour de mars 2019, mais sur le site Students for the Exploration and Development of Space (SEDS) qui présente encore une ancienne version des données de Steinicke, NGC 3355 est identifié à la galaxie PGC 31919 (IC 625). La base de données HyperLeda associe aussi NGC 3355 à PGC 31919.
Harold Corwin souligne ces deux possibilités en employant les désignations ESO 501-G080 pour IC 605 et ESO 501-G079 pour PGC 31840. Langley cette nuit-là était à la recherche de la comète Biela et il a indiqué que la position de l'objet observée était approximative. Les deux galaxies près de cette position sont donc deux candidates à son observation, la plus probable étant selon Corwin IC 605 avec une brillance de surface de deux magnitudes plus grande.